# Jaume Biscarri i de Fortuny
Jaume Biscarri i de Fortuny   (Barcelona, 18 de juny de 1876 - 1951) va ser compositor, professor de música i crític musical.

## Biografia
Fou fill del pianista i compositor Jaume Biscarri i Busom de Saga, a qui no arribà a conèixer (el pare morí quan el fill tot just feia l'any) i de Francesca de Fortuny i de Carpi. Seguint l'exemple patern, estudià música i s'hi dedicà professionalment tota la seva vida.
Col·laborà amb la revista Musical Hermes, un periòdic de la casa de música Parramon; el seu "Cursillo de Armonía" per correspondència va ser seguit per subscriptors d'arreu de l'estat espanyol. Com a compositor signà habitualment amb el pseudònim (J. o F.) Bisfort (Biscarri de Fortuny) o a vegades amb el de Jaequein, i produí peces per a piano, de cambra, per a banda, per a orquestra; òperes, sarsueles, misses, masurques i altres. Per la similitud de noms, ocasionalment hom ha confós obres del pare Biscarri per les del fill, i a l'inrevés.
Jaume Biscarri es casà amb Maria Antonieta Cuyàs i Tintorer, neta de Pere Tintorer, professor de piano del Conservatori del Liceu de Barcelona. Una seva filla, Antònia Biscarri i Cuyàs (morta el 22 de gener del 1987), va ser pianista amb el pseudònim Laura Castilla, i compongué l'Himno al Cristo Trabajador (1944) i els goigs a la Mare de Déu del Coll amb lletra de mossèn Lluís Romeu, entre altres peces. Una altra filla del matrimoni, Isabel de nom artístic Elisabeta, va ser escultora tallista i s'especialitzà en imatgeria religiosa; morí el 17 de novembre del 1981. Una tercera filla, Bernarda, ser una escriptora molt religiosa que publicà -especialment abans de la guerra- a la revista Ellas i als diaris La Vanguardia, El Diario de Barcelona i El Correo Catalán, i morí a finals de febrer o l'1 de març del 1954.
El fons musical de la família va ser adquirit per la Biblioteca de Catalunya l'any 1994.

## Obres
(Selecció)
- ¡A Melilla!, marcha militar, per a veu i orquestra simfònica, amb lletra de S.Sadur
- Alba luz baña los montes, per a 4 veus masculines
- Americana núm. 1, per a orquestra
- Barcarola, per a quartet de corda, harmònium, piano, flauta i contrabaix
- Canto a un amor, per a veu, violí i violoncel
- Despedida a la Virgen, a dues veus i cor amb acompanyament d'harmònium o piano
- L'estrella, juguet en un acte i en vers, per a veu i piano, amb lletra de Modesto Bodallés
- Fantàstiques, per a orquestra
- Gavota en Re M, per a quintet de vent
- Grande Valse de Concert pour piano, de B. Jaequein
- Himne de Berga (1899), per a orquestra. Composició escrita originalment per a la inauguració del Canal Industrial de Berga, el títol és d'atribució popular
- 3 Mazurka, per a conjunt de vent
- Minuet, per a quartet de corda, harmònium, piano i flauta
- Missa Bonanova, a quatre veus amb acompanyament d'orgue i orquestra (amb versió amb acompanyament d'orque i quintet de corda)
- La nariz de Su Alteza, opereta en un acto, amb lletra d'Alejandro Barba
- El novio, sarsuela per a veu, orquestra i cor
- ¡¡¡Olé!!!, paso-doble, per a piano
- País de encantos, pericón, per a quartet de corda i piano
- Parlant d'amour, vals, per a flauta, quartet de corda, harmònium i piano
- Patria: composición orquestal
- ¡Per deu duros!, zarzuela en un acte i en vers, amb lletra de Modesto Bodallés
- Perfumes de Aragón, jota, per a orquestra
- Preludio, op. 120, per a quartet de corda, harmònium i piano
- Santa Ana, pieza para orquesta, per a quintet de corda, harmònium i dos pianos
- Diverses sardanes, per a instruments o per a piano sol
- El secreto de la marquesa, opereta en dos actos, per a veu i orquestra
- Societat Familiar o Tenorios y Castanyas (1900), sarsuela amb lletra de Joan Manuel Casademunt
- Sonata en fa menor (1899)
- El timo del Villacamelo, zarzuela en un acto, amb lletra d'Alejandro Barba
- Ylda, ópera en un acto